# راتلج (آلاباما)
راتلج (به انگلیسی: Rutledge) شهری در شهرستان کرنشا ایالت آلاباما است که مساحت آن ۱۵٫۱۸ کیلومتر مربع است و در سرشماری سال ۲۰۱۰ میلادی، ۴۶۷ نفر جمعیت داشته و تراکم جمعیتی آن، ۳۰٫۷۶ نفر در هر کیلومتر مربع بوده است.